# Roberto Martínez Rípodas
Roberto Martínez Rípodas (nascut el 15 de setembre del 1976 a Pamplona), futbolísticament conegut com a Tiko, és un exfutbolista professional navarrès, actualment entrenador de futbol.